# 上越保健医療福祉専門学校
上越保健医療福祉専門学校（じょうえつほけんいりょうふくしせんもんがっこう）は、新潟県上越市に所在する専修学校。

## 歴史
1997年4月開校。
介護福祉科が設置され、知識と技術の取得に加えて心の教育も充実させる。
介護福祉士の国家資格の取得を目指す。専門士も取得できる。
開校当初は卒業できれば無試験で介護福祉士を取得できたために人気で定員が集まっていた。
法律が変わり介護福祉士を無試験で取得できなくなりなり人気が無くなり、2015年ごろから経営が困難になり2020年に募集停止になった。
募集停止となっていたが2022年から募集再開された。